# Alberto Salazar
Alberto Bauday Salazar (Havana, 7 augustus 1958), is een voormalige Amerikaanse marathonloper van Cubaanse komaf. Salazar was een langeafstandsloper, die vooral bekend werd door zijn overwinningen in de New York City Marathon in 1980, 1981 en 1982.

## Loopbaan

### Successen
Zijn eerste successen boekte hij bij het veldlopen. In 1979 werd hij Amerikaans kampioen en in 1982 werd hij tweede en in 1984 werd hij vierde bij de wereldkampioenschappen veldlopen. Tijdens zijn marathondebuut in 1980 liep Salazar 2:09.41, de snelste debuuttijd ooit voor een Amerikaan en de op een na snelste tijd voor een Amerikaan (Bill Rodgers liep ooit 2:09.28 in de Boston Marathon van 1979).
Bij de New York City Marathon 1981 liep hij vermoedelijk een wereldrecordprestatie, maar omdat het parcours 148 meter te kort was is deze prestatie nimmer erkend. In 1982 boekte hij een spectaculaire zege bij de Boston Marathon. Hij won de sprint met slechts twee seconden voorsprong van zijn achtervolger Dick Beardsley en stortte op de finish gedehydrateerd in elkaar. Met zijn finishtijd van 2:08.52 is hij tot op heden (peildatum augustus 2015) de derde snelste Amerikaan.
Ondanks het feit dat hij favoriet was voor de Olympische Spelen in 1984 in Los Angeles, kwam Salazar daar op de marathon niet verder dan de vijftiende plaats.

### Gezondheid en comeback
In de tijd erna moest hij wegens gezondheidsproblemen enige tijd met hardlopen stoppen. In 1994 maakte hij echter een indrukwekkende comeback door in Zuid-Afrika de Comrades Marathon, een van 's werelds bekendste ultra-marathons over bijna 90 kilometer, te winnen.
In 2006 nam Alberto Salazar op 48-jarige leeftijd opnieuw deel aan de ING New York City Marathon, ditmaal als haas voor wielrenner Lance Armstrong, die zijn eerste marathon liep. Salazar begeleidde Armstrong gedurende de eerste 16 km, waarna Joan Benoit-Samuelson de volgende 16 km voor haar rekening nam, gevolgd door Hicham El Guerrouj, die Armstrong door de laatste 10 km loodste. Door hun hulp slaagde Armstrong erin om zijn doel, de marathon binnen drie uur te lopen, te bereiken: hij finishte in 2:59.36.
Op 30 juni 2007 kreeg Salazar een hartaanval, waardoor hij in het ziekenhuis belandde. Hij herstelde hiervan en werd op 8 juli uit het ziekenhuis ontslagen. Bijna een jaar later, op 26 juni 2008, moest hij opnieuw worden opgenomen, ditmaal vanwege uitdrogingsverschijnselen en verhoogde bloeddruk. Volgens Salazar waren deze klachten deels het gevolg van stress vanwege zijn begeleiding van een vijftal atleten die kandidaat stonden voor deelname aan de Olympische Spelen in Peking. Nadat de doktoren zijn medicatie voor zijn eerdere hartproblemen hadden bijgesteld, mocht hij het ziekenhuis weer verlaten en kon hij zijn taak als begeleider van olympische atleten hervatten.
In 2015 maakte BBC een documentaire waarbij hij in verband gebracht werd met doping. Hij zou atleten van hem hebben voorzien van verboden middelen. Enkele weken later werden deze beschuldigingen door hem via een open brief aan de atletiekbond van het Verenigd Koninkrijk ontkend. In 2019 werd hij geschorst voor vier jaar door de Amerikaanse dopingautoriteit USADA.
Tegenwoordig werkt Alberto Salazar als trainer voor Nike, Inc.. Hij trainde onder meer Mo Farah en Galen Rupp, en van 2016 tot zijn schorsing Sifan Hassan.

## Titels
- Universitair kampioen 10.000 m – 1978
- Amerikaans kampioen 10.000 m – 1981, 1983
- Amerikaans kampioen veldlopen – 1979

## Persoonlijke records
| Onderdeel | Prestatie | Datum         | Plaats    |
| --------- | --------- | ------------- | --------- |
| 1500 m    | 3.44,56   | 1979          |           |
| 3000 m    | 7.43,79   | 10 mei 1979   | Eugene    |
| 5000 m    | 13.11,93  | 6 juli 1982   | Stockholm |
| 10.000 m  | 27.25,61  | 26 juni 1982  | Oslo      |
| marathon  | 2:08.52   | 19 april 1982 | Boston    |

## Palmares

### 3000 m
- 1979:  Eugene – 7.43,79
- 1979:  Nairobi – 8.02,8

### 5000 m
- 1978:  universiade
- 1978:  Eugene – 13.37,33
- 1979:  Nijmegen – 13.37,2
- 1979:  Oslo – 13.27,9
- 1979:  Rieti Meeting – 13.36,6
- 1980:  Dublin – 13.23,62
- 1981:  US Sports Festival – 13.38,2
- 1982:  Prefontaine Memorial – 13.15,72
- 1982:  DN Galan – 13.11,93
- 1982: 5e Athletissima – 13.19,69
- 1983: 4e USA vs Northern Europe in Stockholm – 13.47,56

### 10.000 m
- 1980:  Amerikaans olympische selectiewedstrijden in Eugene – 28.10,42
- 1980:  Memorial Van Damme – 27.49,3
- 1981:  Amerikaanse kamp. in Sacramento – 28.39,33
- 1981: 5e DN Galan – 27.56,72
- 1981:  Wereldbeker in Rome – 27.40,69
- 1982:  Nike in Eugene – 27.30,00
- 1982:  Bislett Games – 27.25,61
- 1982:  Parijs – 27.29,06
- 1981:  Amerikaanse kamp. in Indianapolis – 28.11,64
- 1983:  Prefontaine Classic – 28.00,36
- 1983: 17e WK – 28.48,42 (serie 28.10,10)
- 1984:  Oregon Mini-Meet in Eugene – 27.56,47
- 1984:  Mount SAC Relays in Walnut – 27.45,5
- 1984:  Prefontaine Classic – 27.58,25
- 1990:  Oregon Invitational – 29.31,73
- 1990:  Prefontaine Classic – 29.09,22

### 10 km
- 1978:  Gurnet Classic Beach Run in Duxbury – 30.39
- 1979:  Brands Mart in Boston – 29.20
- 1982:  Race of the Americas in Miami – 28.04
- 1983:  Race of the Americas in Miami – 28.02
- 1983:  Continental Homes in Phoenix – 28.01
- 1986:  Sagamore in Bolton Landing – 30.15
- 1986:  Alaska Distance Classic in Anchorage – 29.24

### 10 Eng. mijl
- 1980:  Nature Trail – 51.07

### 20 km
- 1984:  Chicago Distance Classic – 1:00.48

### halve marathon
- 1983:  halve marathon van Bakersfield – 1:02.27

### 25 km
- 1986: 4e Nike Oregon TC in Eugene – 1:18.29

### marathon
- 1980:  New York City Marathon – 2:09.41 (te kort)
- 1981:  New York City Marathon – 2:08.12 (te kort)
- 1982:  Boston Marathon – 2:08.52
- 1982:  New York City Marathon – 2:09.29
- 1983: 5e marathon van Rotterdam – 2:10.08
- 1983: 5e marathon van Fukuoka – 2:09.21
- 1984:  marathon van Buffalo – 2:11.44
- 1984: 15e OS – 2:14.19

### ultramarathon
- 1994:  Comrades Marathon (86,7 km) – 5:38.39

### veldlopen
- 1976: 5e WK junioren in Chepstow – 24.36
- 1982:  WK (lange afstand) in Rome – 33.44,8
- 1983: 4e WK (lange afstand) in Gateshead – 36.53

## Onderscheidingen
- Abebe Bikila Award – 1988

- Gemeinsame Normdatei: 173571395
- World Athletics: 14352334
- International Standard Name Identifier: 0000 0000 2285 7727
- Library of Congress Control Number: n00084244
- Nationale Bibliotheek van Tsjechië: xx0224388
- Système universitaire de documentation: 073267635
- Virtual International Authority File: 33232467
- WorldCat: E39PBJvMtQ8gGJ3dMbFBhPfrMP